# Burgruine Waxenberg
Die Burgruine Waxenberg ist die Ruine einer Höhenburg oberhalb des Ortszentrums von Waxenberg in der Gemeinde Oberneukirchen im Mühlviertel in Oberösterreich. Die heutige Ruine wurde vor 1300 errichtet und brannte 1756 nach einem Blitzschlag ab. Die Ruine ist in Besitz der Familie Starhemberg und wird seit den 1950er Jahren vom Kulturverein Waxenberg renoviert.

## Name
Der gefügte Name ist mit großer Wahrscheinlichkeit auf mhd. was bzw. wahs (=scharf, schneidend) zurückzuführen, womit die Geländebeschaffenheit des Burgstandortes wiedergegeben wird: Der Name Waxenberg beschreibt in diesem Sinne einen spitzen/steilen Bergkegel.
Urkundliche Bezeichnungen waren um 1146 und um 1170 Wassenberc, 1216 Wassenberch, 1359 Waezsenberg, 1416 Wächsenberch, 1426 Wässenwerkch, 1499 Wechsenburg, 1544 Wächsenburg, 1569 Wäxennberg.

## Geschichte
Eine erste Burg Waxenberg wurde 1140 von den Herren Ulrich und Cholo von Wilhering erbaut. Sie liegt rund 3,5 Kilometer weiter südlich in der Gemeinde Herzogsdorf und wird heute als Rotenfels oder Alt-Waxenberg bezeichnet. Die Besitzer dieser Burg bezeichneten sich bald als Herren von Wilhering-Waxenberg und dann nur mehr als Herren von Waxenberg.
Die heutige Ruine im Ortsgebiet von Waxenberg wurde kurz vor 1300 errichtet, nachdem um 1291 Rotenfels verlassen wurde. Die Burg gehörte den Habsburgern und war ein landesfürstliches Lehen. Als erster Inhaber des Lehens scheint Heinrich I. von Wallsee um 1300 auf.
Unter den Wallseern wurde das Landgericht Waxenberg bereits 1306(?) zur Grafschaft erhoben. Das Landgericht war eines der bedeutendsten und ältesten im mittleren Mühlviertel.

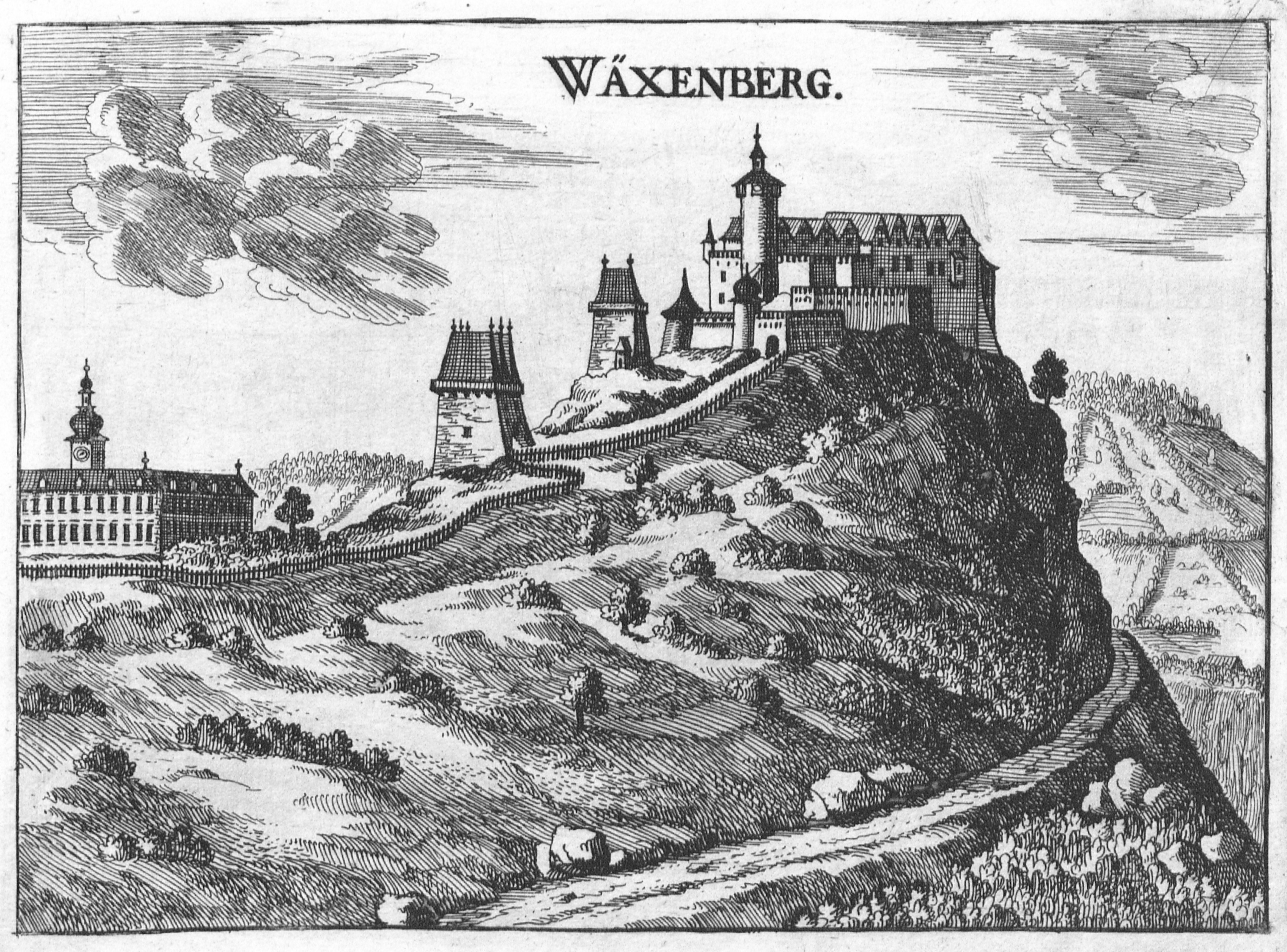
Burg Waxenberg um 1674, Stich von G. M. Vischer

Im Jahr 1435 erwarben die Brüder Kaspar und Balthasar Schallenberg die Burg, 1463 wurde Heinrich von Liechtenstein als Besitzer erwähnt. Nach den Lichtensteinern folgte 1492 Michael von Traun, 1504 Wolfgang Jörger zu Tollet und 1523 Nikolaus Rabenhaupt von Suche. Die nächste Verpfändung ging 1533 an Erasmus und Wilhelm von Gera. Um 1594 war Waxenberg eine Fluchtburg während der Türkengefahr und gut gerüstet. 1614 erwarb Christoph von Gera die Herrschaft als freies Eigen um 330.000 Gulden. Im OÖ Bauernkrieg von 1626 wurde die Burg von Bauern eingenommen, geplündert und schwer beschädigt. Als Strafe nach deren Niederlage mussten die Bauern die Burg renovieren.
1644 (1639?) kaufte Konrad Balthasar von Starhemberg die Burg und Herrschaft, bis heute ist die Burg im Besitz der Familie. Um 1750 gehörten zur Herrschaft 745 Untertanen. 1756 wurde die Burg durch einen Blitzschlag fast völlig zerstört, danach dem Verfall überlassen und so zur Ruine. Die Starhemberg übersiedelten 1756 in das rund 200 Meter entfernte Schloss Waxenberg, das vermutlich im 17. Jahrhundert errichtet wurde. In der Folgezeit verfiel die Burg zusehends, erst seit den 1950er Jahren kümmert sich der Kulturverein Waxenberg um die Erhaltung und renoviert die Burg. In diesem Jahr wurde der 30 Meter hohe Turm zu einer Aussichtswarte ausgebaut. Nach diversen Renovierungsarbeiten kamen diese im Jahre 2013 zu einem Abschluss.

## Beschreibung
Die Hauptburg hatte eine Fläche von 885 Quadratmetern, die Vorburg umfasste 1260 Quadratmeter. Von der Anlage ist im Wesentlichen nur der 30 Meter hohe, runde Bergfried erhalten und kann bestiegen werden. Der Bergfried stammt aus dem 15. Jahrhundert und hat einen Durchmesser von zehn Metern mit einer Mauerstärke von drei Metern. Er besteht aus vier Geschossen und der Wehrplattform. Der Blitzschlag von 1756 verschonte den Turm, die Vorburg ist jedoch fast völlig verschwunden. Vom Palas sind nur mehr Mauerreste zu sehen.
In Richtung Schloss steht noch ein Batterieturm aus dem 16. Jahrhundert. Er hatte breite Fenster zur Verteidigung und lag unterhalb der Vorburg. Der quadratische Turm ist heute oben offen und war früher von einem Zeltdach bedeckt.

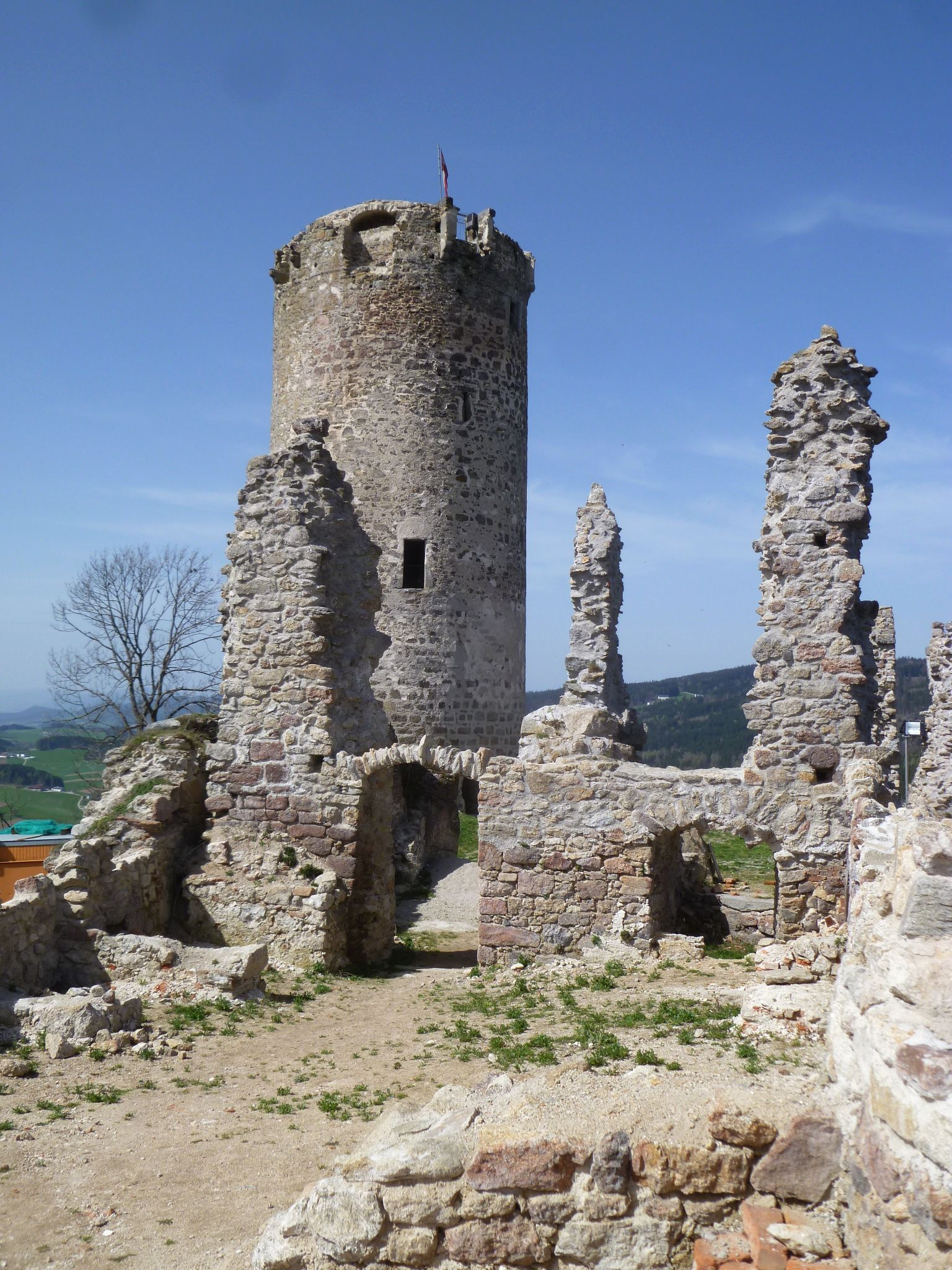
Burgruine Waxenberg
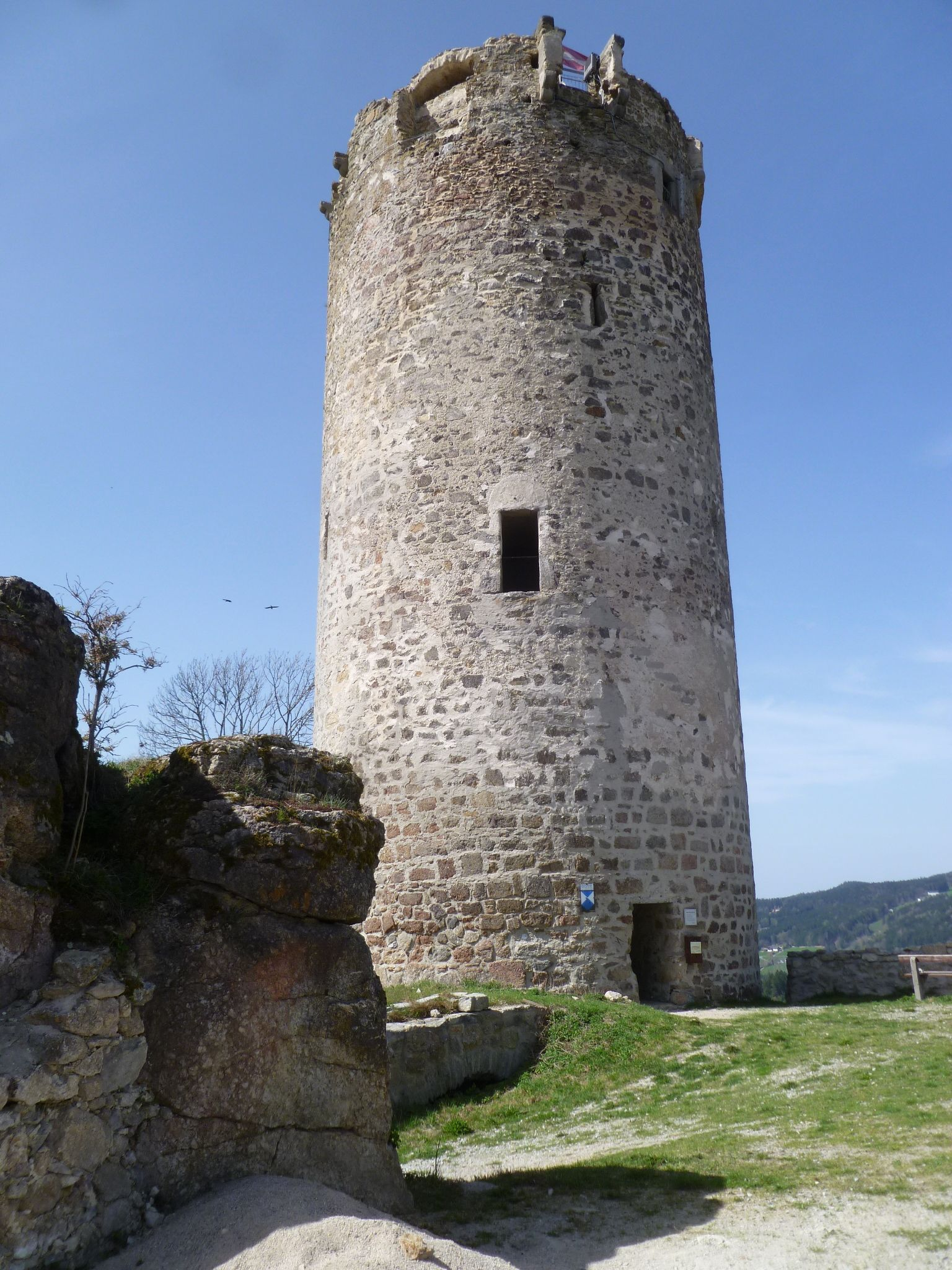
Aussichtsturm
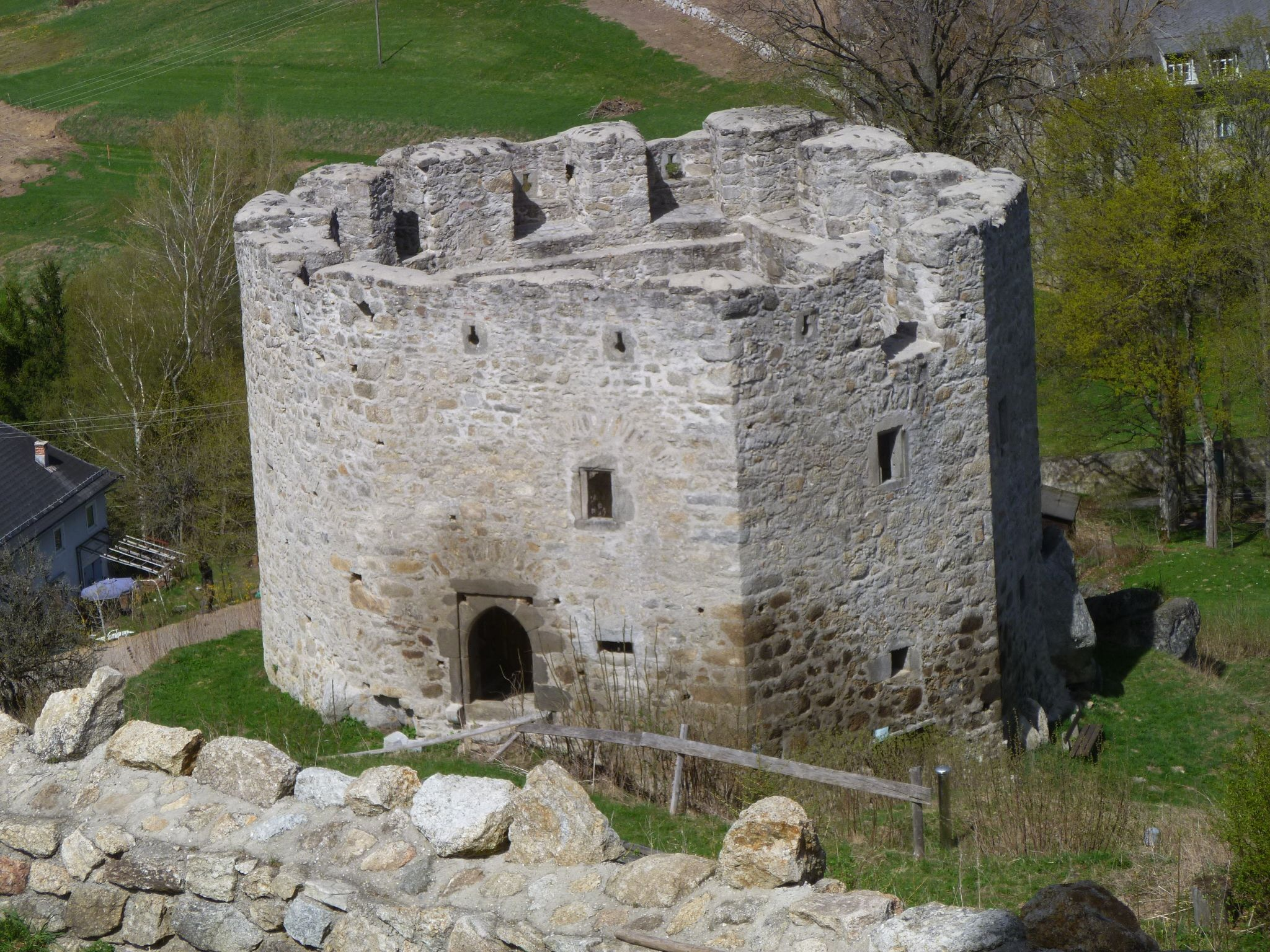
Batterieturm

Das Berghäusel (Jägerhäusel) in der Nähe der Burgruine ein Bau aus dem 16./17. Jh. mit spätmittelalterlichen Teilen. Das Gebäude verfügt über ein Schopfwalmdach, zwei Räume mit Kreuzgratgewölben und eine schwarze Küche. Die Steingewände der Fenster sind zum Teil Spolien der Burg.
Die ehemalige Burgtaverne (Hoftaverne) befand sich im Ort (Nr. 9) an der Stelle des heutigen Land- und Seminarhotels Atzmüller.